# Strada statale 481 della Valle del Ferro
La strada statale 481 della Valle del Ferro (SS 481) è una strada statale italiana, che prende il nome dall'omonima valle scavata dal fiume Ferro.
È una rapida bretella di collegamento tra la costa jonica calabrese e i paesi della cosiddetta Arbëria (Castroregio, Farneta, San Paolo Albanese, San Costantino Albanese), i borghi del preappennino (o pre-Pollino) calabrese e lucano (Oriolo, Nocara, Cersosimo) ed il Pollino lucano (Terranova di Pollino). Rappresenta quindi, una barriera contro l'isolamento e il calo di popolazione ed un'apertura verso i flussi turistici provenienti dalla costa alto-jonica calabrese.

## Percorso
La strada ha inizio all'interno del Parco nazionale del Pollino dalla ex strada statale 92 dell'Appennino Meridionale, nei pressi della confluenza del torrente Lappio col fiume Sarmento, non lontano da Noepoli.
Il percorso, tipicamente tortuoso in questo primo tratto, conduce dapprima a Cersosimo e, dopo essere entrato nel territorio calabrese, ad Oriolo. Da qui scende inesorabilmente verso il mare, seguendo il percorso del fiume Ferro sulla sponda destra, ed attraversa i comuni di Castroregio e Amendolara, fino ad innestarsi sulla strada statale 106 Jonica presso lo scalo del comune calabrese.

## Tracciato
| della Valle del Ferro | |               |           |                |
| Tipo                  | Indicazione | ↓km↓          | Provincia | Strada europea |
|                       | ex dell'Appennino meridionale - Noepoli - Terranova del Pollino Intersezione a livelli sfalsati alla progressiva 154+53 | 0,000         | PZ        | -              |
|                       | Fiumara Fiumicello | 4,500         | PZ        | -              |
|                       | Ingresso abitato di Cersosimo Fine attraversamento di Cersosimo                                                         | 5,350 6,410   | PZ        | -              |
|                       | Cimitero comunale di Cersosimo                                                                                          | 6,640         | PZ        | -              |
|                       | torrente Lappio (349 m) di Cersosimo                                                                                    | 11,100        | PZ        | -              |
|                       | confine Basilicata - Calabria                                                                                           | 14,322        | PZ        | -              |
|                       | Viabilità locale | 16,942        | CS        | -              |
|                       | Viabilità locale | 18,800        | CS        | -              |
|                       | Serra Salice | 19,405        | CS        | -              |
|                       | Inizio attraversamento Oriolo Castello di Oriolo Fine attraversamento Oriolo                                            | 22,408 23,640 | CS        | -              |
|                       | Oriolo | 24,040        | CS        | -              |
|                       | Fiumara Ferro 3 (96 m) Fiumara Ferro 2 (349 m)                                                                          | 27,640 29,140 | CS        | -              |
|                       | Strada Vicinale Destra di Pizzo                                                                                         | 30,740        | CS        | -              |
|                       | Fiumara Ferro 1 (298 m)                                                                                                 | 30,808        | CS        | -              |
|                       | viadotto Ferro (407 m)                                                                                                  | 34,308        | CS        | -              |
|                       | Località Pietrastoppa                                                                                                   | 34,708        | CS        | -              |
|                       | Anas deposito di Amendolara                                                                                             | 48,360        | CS        | -              |
|                       | Jonica - Taranto - Reggio Calabria Intersezione a raso alla progressiva 395+603                                         | 48,550        | CS        | -              |